# Nậm Ban (Nậm Nhùn)
Nậm Ban là phụ lưu bờ phải của nậm Na, và là phụ lưu cấp 2 của sông Đà, chảy trong phạm vi xã Nậm Ban huyện Nậm Nhùn tỉnh Lai Châu, Việt Nam .
Nậm Ban dài cỡ 34 km, lưu vực 172 km², mã sông 02 02 63 26 05 .

## Dòng chảy
Nậm Ban bắt nguồn từ dải núi Nậm Sẻ có độ cao 2000 m ở biên giới Việt - Trung 22°25′46″B 103°02′30″Đ / 22,429404°B 103,041701°Đ ở phía tây bắc xã Nậm Ban, chảy uốn lượn về hướng đông nam, qua vùng trung tâm xã 22°23′52″B 103°07′26″Đ / 22,397802°B 103,123819°Đ.
Từ trung tâm xã thì Nậm Ban đổi hướng nam - đông nam, rồi đổ vào bờ phải nậm Na. Cửa sông ở phía hạ nguồn Thủy điện Nậm Na 3 22°17′8″B 103°9′27″Đ / 22,28556°B 103,1575°Đ cỡ 5 km.

## Thủy điện
Thủy điện Nậm Ban được quy hoạch có 3 bậc.
- Nậm Ban 1, công suất lắp máy 6,5 MW, tại xã Nậm Ban huyện Nậm Nhùn, tỉnh Lai Châu[5].
- Nậm Ban 2 22°24′05″B 103°06′28″Đ / 22,401304°B 103,107693°Đ, công suất lắp máy 22 MW, dự kiến thi công 2014-2018 [6]
- Nậm Ban 3, công suất lắp máy khoảng 22 MW, dự kiến thi công 2014-2018 [7].

## Chỉ dẫn
1. ↑  Trong tiếng Thái-Tày "Nậm" có nghĩa là nước, sông, suối. Tuy nhiên Thông tư Số 44/2013/TT-BTNMT dùng tên "suối Nậm Ban".